# TSTU
N,N,N′,N′-Tetramethyl-O-(N-succinimidyl)uroniumtetrafluorborat ist ein Kupplungsreagenz aus der Gruppe der Uroniumsalze. TSTU ist wasserlöslich, weshalb es zur Peptidsynthese, zur Vernetzung und zur Immobilisierung von Proteinen verwendet wird. Die Immobilisierung kann unter anderem an Kieselgel erfolgen. TSTU basiert auf HOSu. Es wird bei der Peptidsynthese zur racemisierungsarmen Kupplung von N-methylierten Aminosäuren verwendet. Mit TSTU werden auch Glykokonjugate hergestellt.